# Alekseï Iegorov
Pour les articles homonymes, voir Iegorov.
Alekseï Iegorov - en russe : Алексей Егоров et en anglais : Alexei Yegorov - (né le 21 mai 1975 à Léningrad en URSS — mort le 2 mars 2002) est un joueur professionnel russe de hockey sur glace ayant évolué à la position d'ailier droit.

## Carrière
Issu du SKA Saint-Pétersbourg de la Superliga en Russie, Iegorov est retenu au troisième tour par les Sharks de San José lors du repêchage de 1994 de la Ligue nationale de hockey. Il quitte dès la saison suivante pour l'Amérique où il rejoint le Fire de Fort Worth de la Ligue centrale de hockey avant de faire ses débuts en LNH en 1995-1996. Il marque un tour du chapeau le 20 février 1996 face aux Flames de Calgary. Ces trois buts sont les seuls buts qu'il a marqué dans la LNH.
S'alignant avec le club affilié aux Sharks dans la Ligue américaine de hockey, les Thoroughblades du Kentucky, il obtient au cours de la saison 1997-1998 un sommet en carrière en inscrivant 84 points en 79 rencontres. Après avoir disputé la saison 1998-1999 en Russie, il retourne en Amérique lorsqu'il est réclamé lors du repêchage d'expansion des Thrashers d'Atlanta.
Il partage la saison 1999-2000 entre les IceHawks de l'Adirondack de la United Hockey League et les Ice Dogs de Long Beach de la Ligue internationale de hockey avant de quitter pour la DEL en Allemagne où il dispute une saison avec le Schwenningen Wild Wings.
Le 2 mars 2002, il meurt à la suite d'une surdose de drogue.

## Statistiques
| Saison     | Équipe                     | Ligue      |    | Saison régulière | Saison régulière | Saison régulière | Saison régulière | Saison régulière |   | Séries éliminatoires | Séries éliminatoires | Séries éliminatoires | Séries éliminatoires | Séries éliminatoires |
| Saison     | Équipe                     | Ligue      | PJ | B                | A                | Pts              | Pun              | PJ               | B | A                    | Pts                  | Pun                  |                      |                      |
| 1992-1993  | SKA Saint-Pétersbourg      | Superliga  | 17 | 1                | 2                | 3                | 10               | 6                | 3 | 1                    | 4                    | 6                    |                      |                      |
| 1993-1994  | SKA Saint-Pétersbourg      | Superliga  | 23 | 5                | 3                | 8                | 18               | 6                | 0 | 0                    | 0                    | 4                    |                      |                      |
| 1994-1995  | SKA Saint-Pétersbourg      | Superliga  | 10 | 2                | 1                | 3                | 10               | -                | - | -                    | -                    | -                    |                      |                      |
| 1994-1995  | Fire de Fort Worth         | LCH        | 18 | 4                | 10               | 14               | 15               | -                | - | -                    | -                    | -                    |                      |                      |
| 1995-1996  | Blades de Kansas City      | LIH        | 65 | 31               | 25               | 56               | 84               | 5                | 2 | 0                    | 2                    | 8                    |                      |                      |
| 1995-1996  | Sharks de San José         | LNH        | 9  | 3                | 2                | 5                | 2                | -                | - | -                    | -                    | -                    |                      |                      |
| 1996-1997  | Thoroughblades du Kentucky | LAH        | 75 | 26               | 32               | 58               | 59               | 4                | 0 | 1                    | 1                    | 2                    |                      |                      |
| 1996-1997  | Sharks de San José         | LNH        | 2  | 0                | 1                | 1                | 0                | -                | - | -                    | -                    | -                    |                      |                      |
| 1997-1998  | Thoroughblades du Kentucky | LAH        | 79 | 32               | 52               | 84               | 56               | 3                | 2 | 0                    | 2                    | 0                    |                      |                      |
| 1998-1999  | SKA Saint-Pétersbourg      | Superliga  | 25 | 8                | 8                | 16               | 30               | -                | - | -                    | -                    | -                    |                      |                      |
| 1998-1999  | Torpedo Iaroslavl          | Superliga  | 13 | 3                | 1                | 4                | 8                | -                | - | -                    | -                    | -                    |                      |                      |
| 1999-2000  | IceHawks de l'Adirondack   | UHL        | 41 | 16               | 26               | 42               | 35               | -                | - | -                    | -                    | -                    |                      |                      |
| 1999-2000  | Ice Dogs de Long Beach     | LIH        | 20 | 4                | 9                | 13               | 8                | 6                | 1 | 0                    | 1                    | 2                    |                      |                      |
| 2000-2001  | Schwenningen Wild Wings    | DEL        | 55 | 6                | 16               | 22               | 24               | -                | - | -                    | -                    | -                    |                      |                      |
| Totaux LNH | Totaux LNH                 | Totaux LNH | 11 | 3                | 3                | 6                | 2                | -                | - | -                    | -                    | -                    |                      |                      |

## Transactions en carrière
- 1994 : repêché par les Sharks de San José (3e choix de l'équipe, 66e au total).
- 25 juin 1999 : réclamé par les Thrashers d'Atlanta lors de leur repêchage d'expansion.